# Lyn Murray
Lyn Murray (* 6. Dezember 1909 in London; † 20. Mai 1989 in Los Angeles; gebürtig Lionel Breeze) war ein US-amerikanischer Komponist, Arrangeur und Dirigent.

## Biografie
Lyn Murray wurde 1909 in London als Lionel Breeze geboren. Sein Vater wanderte 1923 in die USA aus. 1925 folgte die Familie und er wuchs in Philadelphia auf.
Lyn Murray studierte an der Juilliard School und  bei Joseph Schillinger Musik. Anschließend begann er ab 1931 in Philadelphia und ab 1934 in New York bei CBS Radio als Dirigent, Arrangeur und Komponist an zu arbeiten. Er blieb bis 1947 beim Radio und arbeitete für Shows wie The Adventures of Ellery Queen, Radio Readers Digest, March of Time und The Ford Theater. Ab 1947 lebte er in Los Angeles, wo er von 1947 bis 1951 am Hallmark Playhouse von 1951 bis 1989 hauptsächlich beim Fernsehen als Komponist beschäftigt war.
Am 20. Mai 1989 verstarb Murray im Alter von 79 Jahren an seiner Krebserkrankung im Cedars-Sinai Medical Center in Los Angeles.

## Filmografie (Auswahl)
- 1951: Die Nacht der Wahrheit (The Big Night)
- 1951: Dem Satan singt man keine Lieder (The Prowler)
- 1952: Bleichgesicht Junior (Son of Paleface)
- 1954: Der Schürzenjäger von Venedig (Casanova's Big Night)
- 1954: Die Brücken von Toko-Ri (The Bridges at Toko-Ri)
- 1955: Über den Dächern von Nizza (To Catch a Thief)
- 1956: Testpiloten (On the Threshold of Space)
- 1956: Zwischen Himmel und Hölle (D-Day the Sixth of June)
- 1962: Flucht aus Zahrain (Escape from Zahrain)
- 1962: Zeit der Anpassung (Period of Adjustment)
- 1963: Ach Liebling … nicht hier! (Wives and Lovers)
- 1963: Flieg mit mir ins Glück (Come Fly with Me)
- 1964: Wegweiser zum Mord (Signpost to Murder)
- 1965: Versprich ihr alles (Promise Her Anything)
- 1966: The Time Tunnel (Serie, Folge 2, 3 und weitere; Titelmusik von John Williams)